# سولي سور لوار
سولي سور لوار هي بلدة فرنسية تقع في إقليم لواريت شمال وسط فرنسا.